# 2 v. Chr.
Portal Geschichte | Portal Biografien | Aktuelle Ereignisse | Jahreskalender | Tagesartikel

◄ |
2. Jahrhundert v. Chr. |
1. Jahrhundert v. Chr. |
1. Jahrhundert |
►

◄ | 20er v. Chr. | 10er v. Chr. | 0er v. Chr. | 0er |
10er |
►

◄◄ | ◄ | 5 v. Chr. | 4 v. Chr. | 3 v. Chr. | 2 v. Chr. |
1 v. Chr. |
1 |
2 |
► |
►►
Staatsoberhäupter

## Ereignisse

### Politik und Weltgeschehen

#### Römisches Reich
- 5. Februar: Der römische Senat ehrt Kaiser Augustus mit dem Titel pater patriae („Vater des Vaterlandes“).
- Augustus verbannt seine Tochter Iulia wegen ihres angeblichen unsittlichen Lebenswandels auf die Insel Pandateria, wo sie in strenger Askese zu leben hat. Ihre Mutter begleitet sie ins Exil. Ihre Ehe mit Tiberius, der vergeblich versucht hat, sich für sie einzusetzen, wird geschieden.
- Die Lex Fufia Caninia legt fest, welchen Anteil ihrer Sklaven römische Bürger freilassen dürfen.

#### Partherreich

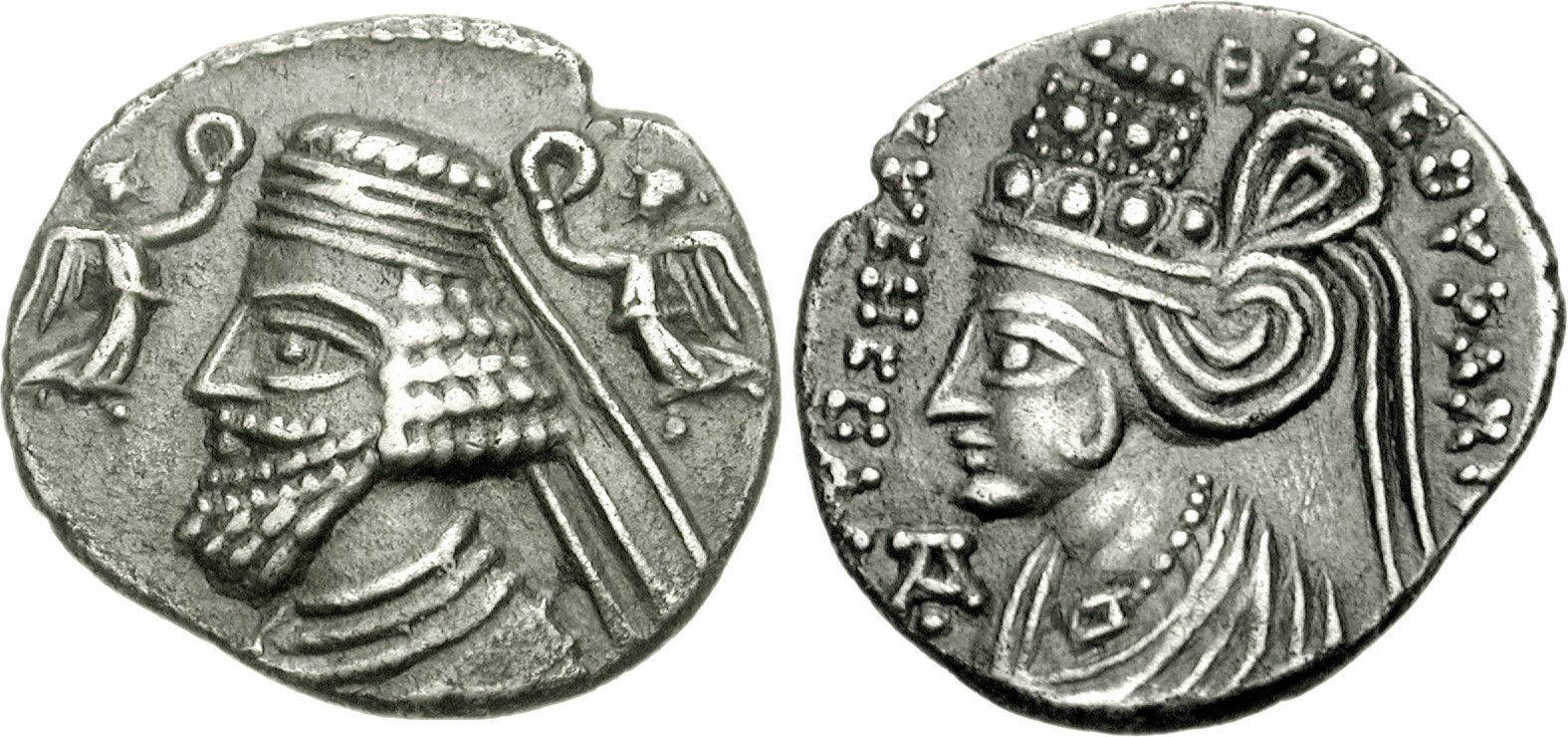
Münze von Phraatakes, die Rückseite zeigt Musa

- König Phraates IV. wird von seiner Ehefrau Musa vergiftet, die ihren Sohn Phraatakes in Parthien den Thron bringt.

### Kultur und Religion
- Das Augustusforum wird in Rom eingeweiht.
- Kaiser Augustus lässt in Rom die erste permanente Naumachie errichten, die später als vetus naumachia bezeichnet wird und ein Ausmaß von 540 mal 350 Metern hat.

## Gestorben
- Iullus Antonius, römischer Politiker (* 45 v. Chr.)
- Phraates IV., parthischer König